# Świetlana
Świetlana, Swietłana – żeńskie imię pochodzenia słowiańskiego. Stanowi ona literackie tłumaczenie greckiego imienia Fotyna na rosyjski. Oznacza „jasną, świetlistą”. Imię bardzo popularne w XX wieku w Rosji, na Białorusi, Ukrainie i w Bułgarii, ale spotykane także w innych krajach słowiańskich, np. na Słowacji; wcześniej nieistniejące lub bardzo rzadkie.
Świetlana imieniny obchodzi: 11 marca i 30 sierpnia.
Imienniczki
- Swietłana Alliłujewa – pisarka i córka Józefa Stalina
- Swietłana Chorkina – rosyjska gimnastyczka sportowa
- Swietłana Fieofanowa – rosyjska tyczkarka
- Swietłana Iszmuratowa – rosyjska biathlonistka
- Swietłana Kuzniecowa – rosyjska tenisistka
- Swietłana Miedwiediewa – pierwsza dama Federacji Rosyjskiej (w latach 2008–2012)
- Swietłana Sawicka – radziecka kosmonautka, pierwsza kobieta w otwartej przestrzeni kosmicznej